# Моджо (дует)
„Моджо“ (на френски: Modjo) е френски хаус дует, сформиран в Париж през 1999 г. в състав продуцента Роман Транчарт и изпълнителя Ян Дестаньол. Дуото става световно известно през 2000 г. със сингъла Lady (Hear Me Tonight), който се превръща в хит и оглавява класациите в Европа и други страни. Година по-късно излиза и единственият албум, синглите Chillin, What I Mean и No More Tears, които не се радват на особен успех и малко по-късно дуото се разделя.